# Olivier Marguerit
Pour les articles homonymes, voir O.
Olivier Marguerit, également dit O, né en 1980, est un auteur-compositeur-interprète, musicien, multi-instrumentiste et arrangeur français.

## Biographie
Olivier Marguerit apprend la guitare au conservatoire. Il suit aussi une formation musicale à l'American School of Modern Music of Paris.

### Musicien au sein de groupes et projets divers
Il joue avec de nombreux groupes, notamment au sein de Syd Matters, Los Chicros, Mina Tindle, Thousand ou Chevalrex. Multi-instrumentiste, arrangeur, il est également régulièrement sollicité pour le travail de réalisateur artistique. Il compose également des musiques de films comme celles de Diamant noir ou La Nuit du 12.

### Projet solo
Depuis 2016, il mène un projet en solo, sous le pseudonyme de « O »,,.

## Discographie
Il réalise plusieurs opus,,,,,, dont :

### En solo (sous le nom d'O)

#### EP
- Ohm part1, auto-produit, 2014
- Ohm part2, auto-produit, 2015
- O (33), avec Halo Maud - La Souterraine Magic Vinyle Club, 2017

#### Albums
- Un torrent, la boue, 2016
- À TERRE !, 2019

### Collaborateur dans d'autres projets

#### Dans Syd Matters
- Someday We Will Foresee Obstacles (2005)
- Ghost Days (2008)
- Brotherocean (2010)

#### Autres projets
- Pharaon de Winter, Pharaon de Winter, 2015
- En cavale, Pomme, 2016
- Barbara, avec Alexandre Tharaud, 2017
- Génération(s) éperdue(s), 2018
- Je suis une île, Halo Maud, 2018
- The Last Detail, The Last Detail, 2018
- Alone, Loane, 2019

## Filmographie comme compositeur
Sauf indication contraire, les informations mentionnées dans cette section peuvent être confirmées par les bases de données cinématographiques IMDb et Allociné,  présentes dans la section « Liens externes ».
- 2016 : Diamant noir d'Arthur Harari
- 2017 : Le lion est mort ce soir de Nobuhiro Suwa
- 2018 : Le Dieu Bigorne de Benjamin Papin
- 2020 : Garçon chiffon de Nicolas Maury
- 2021 : Onoda, 10 000 nuits dans la jungle d'Arthur Harari
- 2022 : La Nuit du 12 de Dominik Moll
- 2022 : Méduse de Sophie Lévy
- 2024 : Une part manquante de Guillaume Senez

## Partitions
- Time stops (2015)
- From glass to ice (2015)
- Poison (2015)
- Instrumentale 3 (2015)

## Distinctions

### Récompenses
- Los Angeles Film Awards 2021 : LAFA September Award de la meilleure composition pour Méduse

### Nominations
- Lumières 2023 : meilleure musique pour La Nuit du 12
- César 2023 : meilleure musique originale pour La Nuit du 12